# Kubańce
Kubańci (lit. Kubonys) − wieś na Litwie, w rejonie solecznickim, 1 km na wschód od Podborza, zamieszkana przez 13 ludzi. 
Według inwentarza z 1775 r. Kubańce należały do starostwa ejszyskiego w województwie wileńskim Rzeczypospolitej Obojga Narodów.
Przed II wojną światową w Polsce, w powiecie lidzkim województwa nowogródzkiego.